# Carl Alexander Clerck

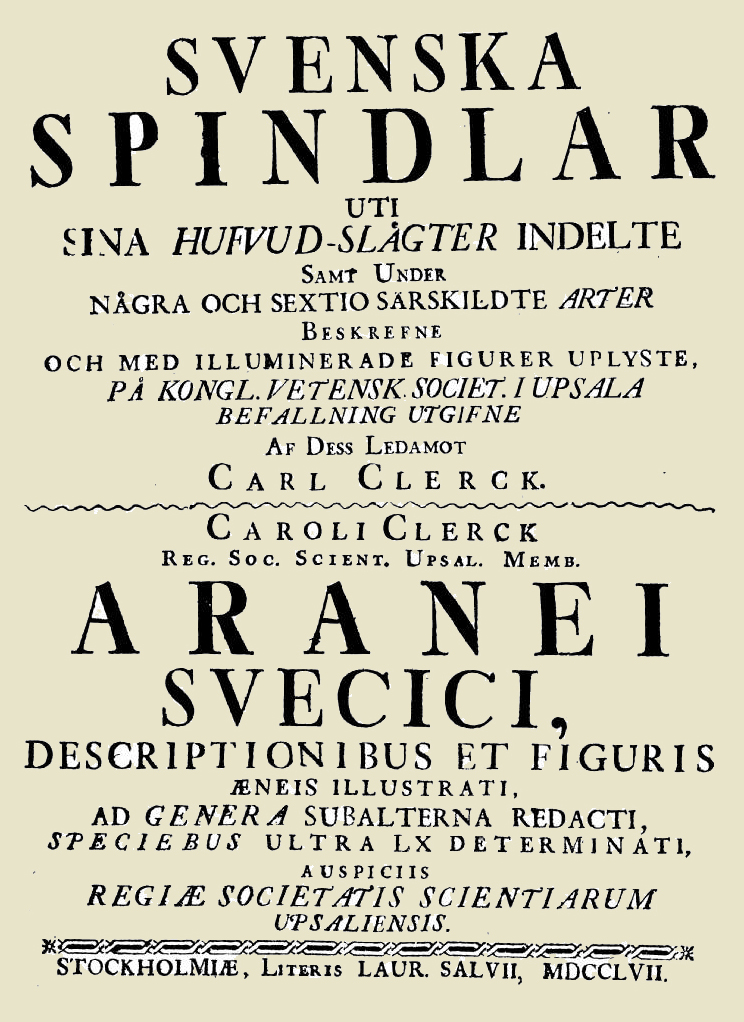
Titelpagina van Clercks Svenska spindlar uit 1757

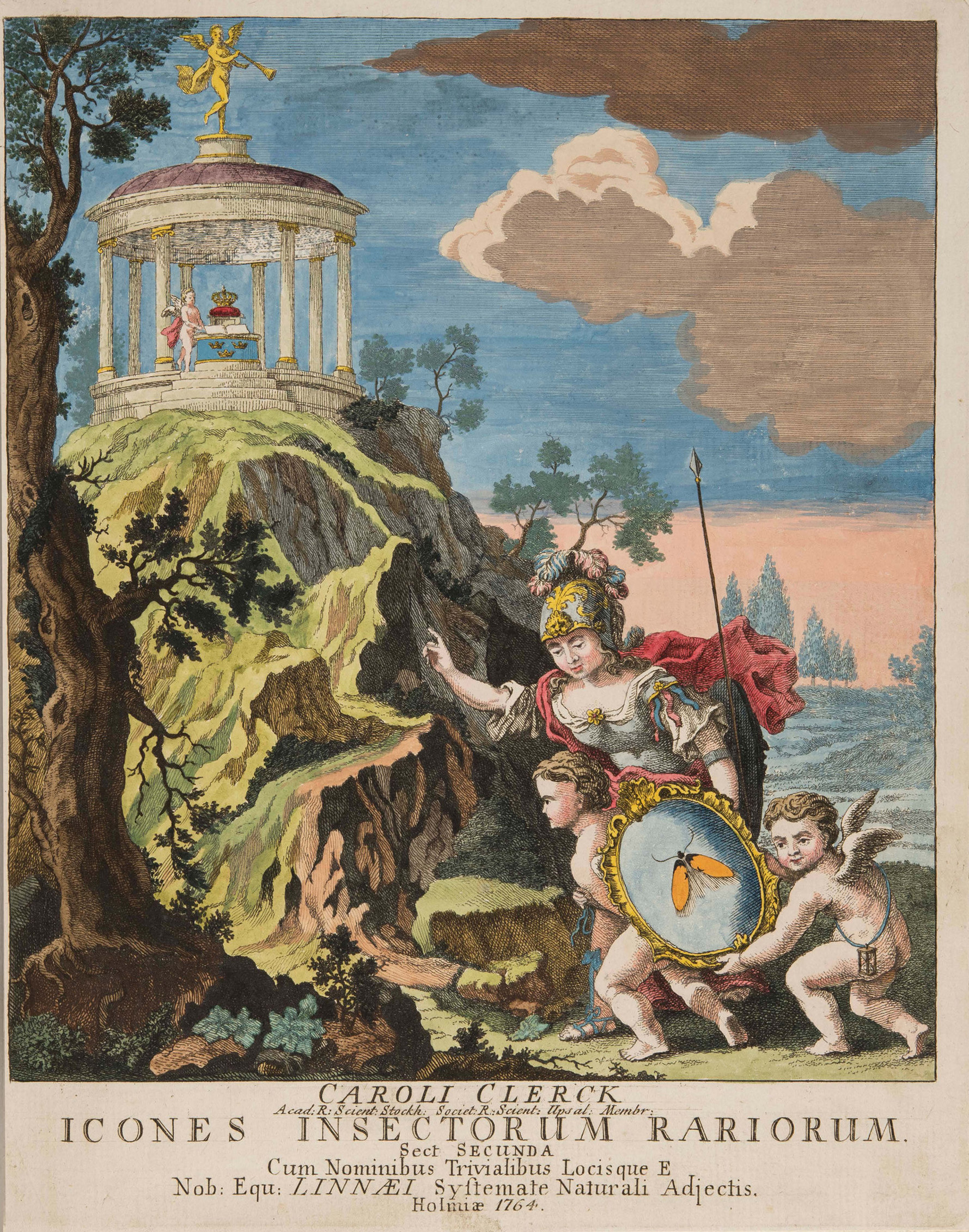
Titelblad van deel 2 (1764) van Icones insectorum rariorum, een werk dat tussen 1759 en 1765 verscheen

Carl Alexander Clerck (1709 – Stockholm, 22 juli 1765) was een Zweeds entomoloog en arachnoloog.
Clerck werd in 1709 geboren als zoon van Alexander Clerck, een boekhouder van kleinadelijke afkomst, en Elisabeth Gram. In mei 1726 ging hij aan de universiteit van Uppsala studeren. Er is weinig bekend over zijn academische loopbaan. Hoewel hij een tijdgenoot van Linnaeus was, is onbekend of hij gedurende zijn verblijf in Uppsala in contact met hem kwam. Vermoedelijk doordat zijn middelen opraakten was hij gedwongen zijn studie voortijdig op te geven, en in september 1727 werd hij klerk in overheidsdienst. Uiteindelijk was hij als ambtenaar werkzaam in de gemeente Stockholm.
Zijn interesse in de natuurwetenschappen ontwikkelde Clerck pas geruime tijd na zijn jeugd, volgens het voorwoord van Svenska spindlar onder invloed van de lezingen die Linnaeus in 1739 gaf in het Huis van de Adel in Stockholm. In de jaren erna verzamelde en classificeerde hij een aanzienlijk aantal spinnensoorten, hetgeen hij in 1757 tezamen met zijn algemene observaties aangaande het gedrag van spinnen bundelde in zijn werk Svenska spindlar ('Zweedse spinnen', met de alternatieve Latijnse titel Aranei Suecici). Hij nam ook een aanvang met de publicatie van Icones insectorum rariorum, een serie van gedetailleerde maar niet nader toegelichte tekeningen van een groot aantal vlinders, een werk dat door Clercks dood nooit werd voltooid en waarvan in 1766 het derde en laatste deel verscheen.
Clercks belangrijkste werk, Svenska spindlar, verscheen in 1757, nog vóór de 10e uitgave van Systema naturae (Linnaeus, 1758), dat later het beginpunt van de zoölogische nomenclatuur werd. In 1999, bij de uitgave van de vierde editie van de International Code of Zoological Nomenclature, werd bepaald dat het werk geacht werd op 1 januari 1758 te zijn uitgekomen, dus tegelijk met Systema naturae, waarmee het formeel beschikbaar werd als bron voor wetenschappelijke namen. Het is daarmee het eerst verschenen werk dat geldige wetenschappelijk namen voor diersoorten bevat.
Clerck onderhield een correspondentie met Linnaeus, die een bewonderaar van zijn werk was, en hem voordroeg voor de benoeming in 1756 als lid van de Zweedse Kungliga Vetenskaps-Societeten i Uppsala, en in 1764 van de Zweedse Kungliga Vetenskapsakademien.
Linnaeus noemde een vlindersoort naar hem: Phalaena clerkella Linnaeus, 1758, die vandaag de dag als Lyonetia clerkella door het leven gaat.
Clercks collectie bevindt zich in het Naturhistoriska riksmuseet, het nationale natuurhistorische museum van Zweden. 
Clerck trouwde tweemaal. Op 30 september 1731 huwde hij Anna Maria Starck die in 1738 overleed; op 5 mei 1741 hertrouwde hij met Anna Margareta Dahléen, geboren 1723 (gedoopt 10 november), overleden op 23 april 1787.

## Werken
- 1757. Svenska spindlar; BHL
- 1759. Nomenclator extemporaneus rerum naturalium; BHL
- 1759–65. Icones insectorum rariorum; Gallica, Project Runeberg, Europeana

- Bibliothèque nationale de France: cb13476510v (data)
- Gemeinsame Normdatei: 100086241
- International Standard Name Identifier: 0000 0000 7991 7348
- Library of Congress Control Number: n96043732
- Nederlandse Thesaurus van Auteursnamen: 147298091
- Réseau des bibliothèques de Suisse occidentale: 02-A003111286
- LIBRIS: 272509
- Système universitaire de documentation: 243995504
- Virtual International Authority File: 39526166
- WorldCat: E39PBJkp4xtVRqhY4rT9qxG4MP